# Pfizer
Pfizer Inc. (ang. /'faɪzəɹ/) – koncern farmaceutyczny z siedzibą w USA w Nowym Jorku. Założony w 1849 roku przez Amerykanów niemieckiego pochodzenia, Charlesa Pfizera i Charlesa Erhardta jako Charles Pfizer and Company. W 2006 roku osiągnął sprzedaż na poziomie 48,4 mld dolarów amerykańskich i zysk 19 mld dolarów, przy wydatkach na badania 7,6 mld dolarów i zatrudnieniu ponad 100 tysięcy osób.
Spółka publiczna, od 17 stycznia 1944 roku notowana na NYSE (Giełdzie Papierów Wartościowych w Nowym Jorku), wchodzi w skład indeksu 30 największych spółek NYSE Dow Jones.
W styczniu 2009 roku Pfizer podpisał umowę w sprawie przejęcia jednego ze swoich największych konkurentów – spółki Wyeth. Zobowiązał się do zapłaty akcjami i gotówką 68 mld dol. Transakcja była częściowo kredytowana (koncern dostał na przejęcie kredyt 22,5 mld dol.). Połączone spółki będą osiągać 75 mld dol. rocznych obrotów.
W styczniu 2025 prezydent Joe Biden nadał przedsiębiorstwu National Medal of Technology and Innovation Organization.

## Produkty

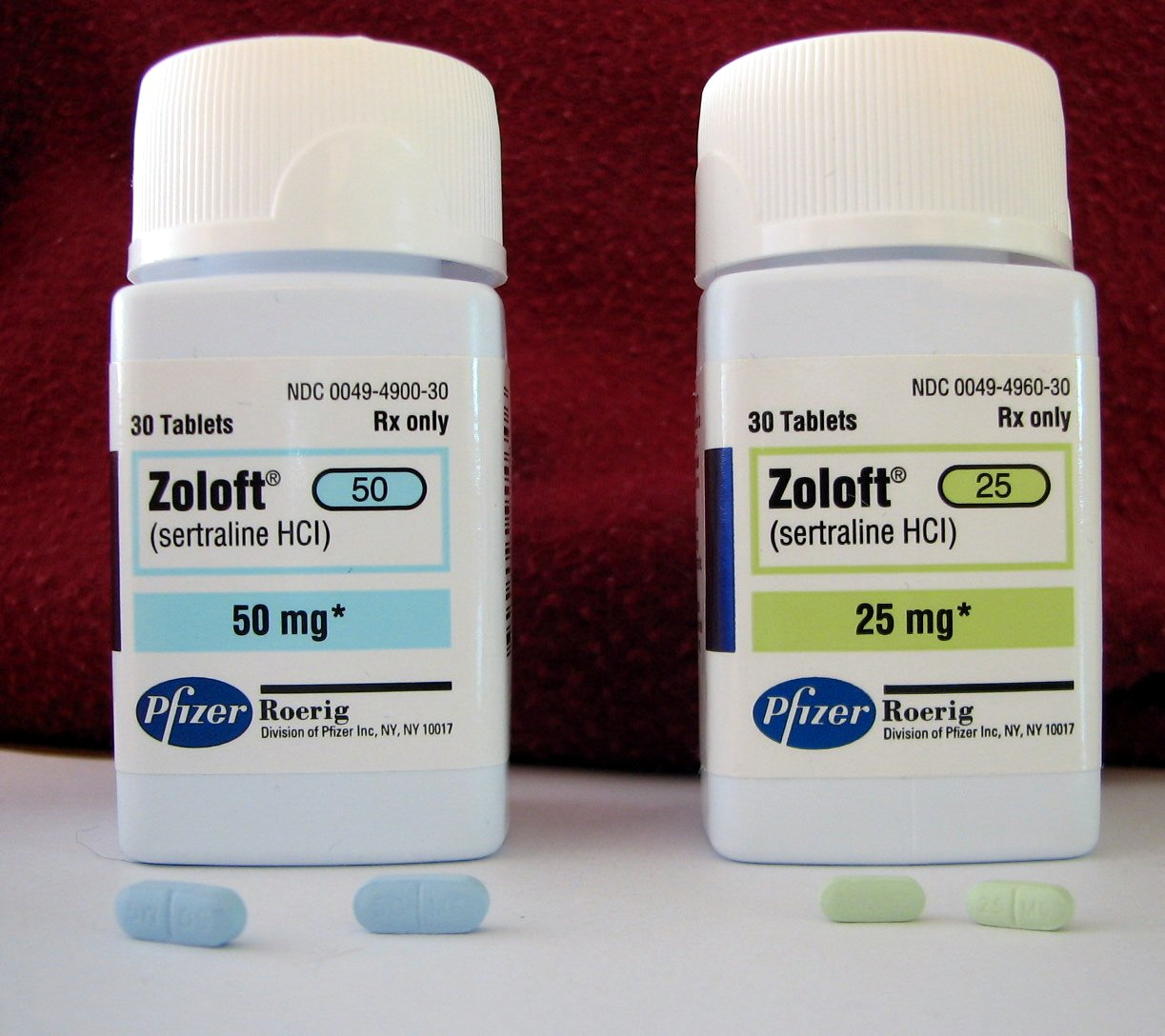
Jeden z produktów Pfizera: Zoloft

Wśród produktów koncernu znajdują np. Lipitor (atorwastatyna; w Polsce zarejestrowany jako Sortis), Diflucan (flukonazol), Zithromax (azytromycyna), Viagra (cytrynian sildenafilu), Zoloft (sertralina), Polocard (kwas acetylosalicylowy), Xanax (Alprazolam).
Po wystąpieniu pandemii COVID-19, Pfizer razem z przedsiębiorstwem BioNTech wyprodukował  szczepionkę przeciw COVID-19 – Tozinameran, należącą do nowatorskiej grupy szczepionek mRNA. Zawiera ona zmodyfikowane cząsteczki mRNA (modRNA), kodujące zmodyfikowaną formę glikoproteiny powierzchniowej wirusa SARS-CoV-2, umieszczone wewnątrz nanocząstek lipidowych.